# Jérémy Candy
Jérémy Candy, né le 4 septembre 1990 à Saint-Amand, est un kayakiste français de marathon, licencié à l'ASEV de Condé-sur-Vire.

## Carrière
A 23 ans, il a fini 5e aux championnats d’Europe de course en ligne de Poznań (Pologne) et 8e aux championnats du monde de Welland (Canada) dans la catégorie Junior avant d'intégrer l'équipe de France Senior. 
En 2019, il se distingue aux championnats d'Europe de marathon avec une médaille d'or en K2 short-race et d'argent en K1.
Il est médaillé d'or en K2 avec Quentin Urban et médaillé d'argent en K1 short-race aux Championnats du monde de marathon 2019 à Shaoxing,. Ils conservent leur titre en K2 en 2021 en Roumanie. En 2023, le duo est sacré champions d’Europe en juillet 2023 puis médaillé d'argent aux championnats du monde 2023 battu pour une seconde par la paire portugaise Ramalho/Pimenta. Le scénario se répète lors des championnats du monde 2024.